# Kodeks Trivulziów

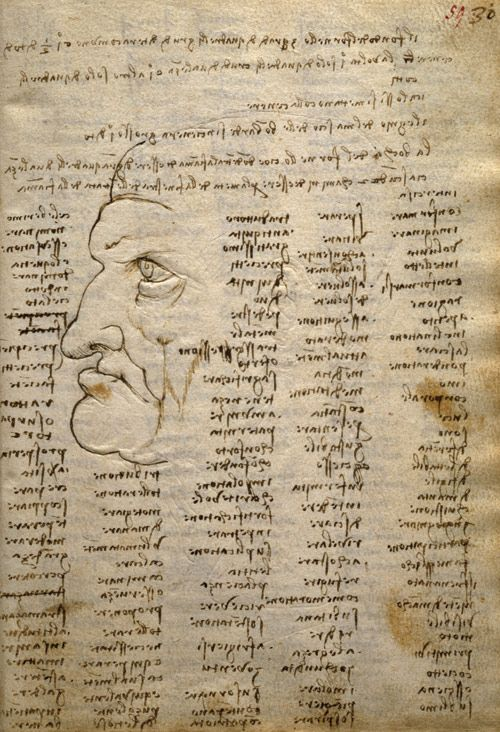
Strona z Kodeksu Trivulziów

Kodeks Trivulziów (Codex Trivulzianus) – zbiór notatek Leonarda da Vinci pochodzący z około 1487–1490 roku, znajdujący się w Castello Sforzesco w Mediolanie. Nazwa Kodeksu wywodzi się od mediolańskiego rodu Trivulziów, która w XVIII wieku posiadła na własność notatnik. Kodeks nie jest związany z renesansowym kondotierem Giangiacomem Trivulziem, którego znał Leonardo da Vinci.
Jest to jeden z najwcześniejszych rękopisów Leonarda. W skład Kodeksu wchodzi 55 kart.
W Kodeksie Trivulziów znalazły się m.in. notatki poświęcone architekturze (m.in. poświęcone mediolańskiej katedrze), rysunki groteskowych głów, zestawy łacińskich słów, częściowo przetłumaczonych na język włoski oraz projekty urządzeń wojennych.
Na jednej z pierwszych stron Kodeksu znajduje się kolumna składająca się z pięciu słów: donato, lapidario, plinio, dabacho, morgante. Nazwy te stanowią skróty tytułów książek, prawdopodobnie należących do Leonarda. Donato to podręcznik gramatyki i składni łacińskiej De octo partibus orationis Eliusza Donata, plinio to Historia naturalna Pliniusza Starszego (przypuszczalnie przekład Cristofora Landina na język włoski z 1476 roku), morgante to poemat Luigiego Pulciego Morgante maggiore, wydany w 1482 roku we Florencji. Hasła lapidario i dabacho sązbyt ogólne i uniemożliwiają precyzyjną identyfikację książek. Lapidario wskazuje na pewien podręcznik na temat minerałów i kamieni szlachetnych. Zdaniem XIX-wiecznego bibliofila hrabiego Girolamo d’Adda mogło to być włoskie tłumaczenie Liber lapidum (pol. Księga kamieni; alternatywny tytuł: De gemmis, pol. O kamieniach szlachetnych) francuskiego biskupa Marbodeusa żyjącego w XII wieku. Dabacho (d’abaco) wskazuje na podręcznik arytmetyki. Charles Nicholl sugeruje, że mogły to być Trattato d’abaco Paola Dagomariego lub Nobel opera de arithmetica Piera Borgi da Venezia z 1484 roku.
Zdaniem Charlesa Nicholla Kodeks Trivulziów jest wymieniony w Kodeksach Madryckich jako libro di mia vocaboli (mój słownik).